# Circondario di Osterholz
Il circondario di Osterholz (targa OHZ) è un circondario (Landkreis) della Bassa Sassonia, in Germania.
Comprende 1 città e 10 comuni.

Capoluogo e centro maggiore è Osterholz-Scharmbeck.

## Geografia antropica
Tra parentesi i dati della popolazione al 31 dicembre 2021.

### Città
- Osterholz-Scharmbeck (comune indipendente) (30 438)

### Comuni
1. Grasberg (7 908)
2. Lilienthal (19 922)
3. Ritterhude (14 800)
4. Schwanewede (20 408)
5. Worpswede (9 687)

### Comunità amministrative (Samtgemeinde)
- Samtgemeinde Hambergen, con i comuni:

1. Axstedt (1 208)
2. Hambergen * (5 613)
3. Holste (1 399)
4. Lübberstedt (724)
5. Vollersode (2 947)